# Ékavien
L‘ékavien (ekavski) est l'une des trois prononciations (izgovori) dans le diasystème slave du centre-sud. Il résulte de l'évolution du son ĕ (noté par la lettre yat : ѣ) - commun à tous les anciens parlers slaves - en é (noté par la lettre e).
La prononciation ékavienne se trouve en Serbie (sauf dans l'ouest et le sud-ouest), en Croatie (orientale, du nord-ouest et du nord). Elle est :
- préférée dans le dialecte chtokavien utilisé en Serbie comme langue littéraire standard ;
- utilisée dans le dialecte tchakavien parlé à certains endroits en Slavonie et Istrie (Croatie) ;
- exclusive dans le dialecte kaïkavien utilisé en Croatie.

Il n'existe donc pas de coïncidence parfaite entre la prononciation ékavienne et un dialecte, ni inversement (sauf pour le kaïkavien qui est exclusivement ékavien).